# HMS Cumberland (57)
HMS Cumberland (57) là một tàu tuần dương hạng nặng của Hải quân Hoàng gia Anh Quốc thuộc lớp County thuộc lớp phụ Kent. Cumberland đã tham gia hoạt động trong suốt Chiến tranh Thế giới thứ hai và như một tàu thử nghiệm vũ khí trong thập niên 1950 cho đến khi được tháo dỡ vào năm 1959.

## Thiết kế và chế tạo
Cumberland được chế tạo bởi hãng Vickers-Armstrong tại Barrow in Furness, được đặt lườn vào ngày 18 tháng 10 năm 1924. Nó được hạ thủy vào ngày 16 tháng 3 năm 1926, và đưa ra hoạt động vào ngày 23 tháng 2 năm 1928.

## Lịch sử hoạt động

### Nam Đại Tây Dương
Cumberland phục vụ tại China Station Cùng với Hải đội Tuần dương 5 từ năm 1928 đến năm 1938, và quay trở về Anh Quốc vào tháng 3 năm 1935 để tái trang bị. Đến năm 1938, nó gia nhập Hải đội Tuần dương 2 và hoạt động tại khu vực Nam Mỹ.
Vào lúc bắt đầu Chiến tranh Thế giới thứ hai vào năm 1939, Cumberland được phân về Hải đội Tuần dương 2 thuộc "Lực lượng G" tại khu vực Nam Mỹ. Vào đầu tháng 12 nó bị buộc phải tự bảo trì tại Quần đảo Falkland, và vì vậy đã khiến thiếu hụt tàu chiến có khả năng nhất của "Lực lượng G". Không có nó, các chiếc HMS Exeter, Ajax và Achilles đối đầu với thiết giáp hạm bỏ túi Đức Admiral Graf Spee, một tàu chiến tham gia chiến tranh cướp tàu buôn, trong Trận River Plate vào ngày 13 tháng 12. Cumberland nhận được tin tức về việc phát hiện ra đối phương và đã lên đường hướng lên phía Bắc để hỗ trợ, đi đến Río de la Plata lúc 22 giờ 00 ngày 14 tháng 12 sau khi di chuyển suốt 34 giờ. Admiral Graf Spee bị buộc phải rút về cảng trung lập Montevideo và bị mắc kẹt tại đây, khi Cumberland cùng với Ajax và Achilles (Exeter đã bị hư hại) tuần tra bịt kín lối ra vào cửa sông, đưa đến việc Admiral Graf Spee bị chính thủy thủ đoàn của mình tự đánh đắm vào ngày 17 tháng 12.

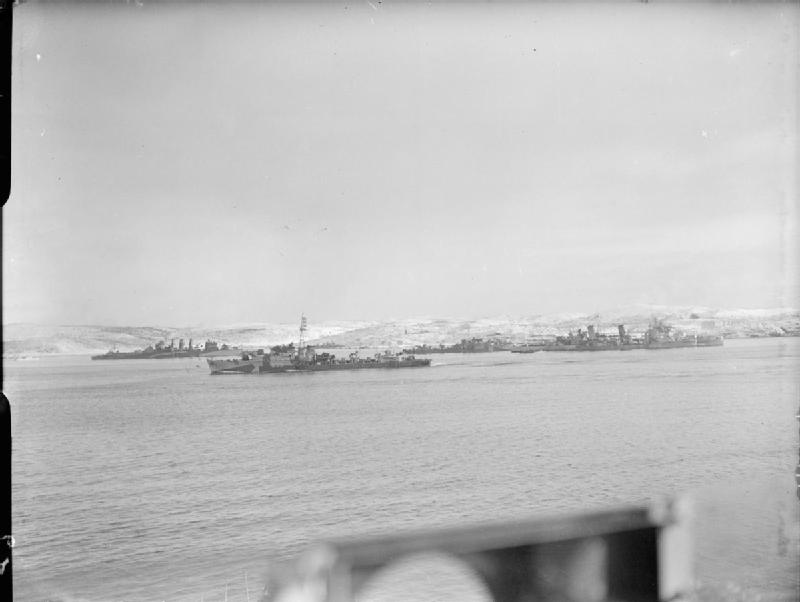
Ở phía xa HMS Obdurate (giữa) đang rời một vịnh của Nga, cùng với HMS Cumberland (trái) và HMS Belfast (phải) cùng với HMS Faulknor bên cạnh. Ảnh chụp tại Vaenga sau khi đoàn tàu vận tải JW 53 đến nơi.

### Nam Phi
Sau đó Cumberland khởi hành đi Simonstown, Nam Phi, trải qua giai đoạn từ tháng 1 đến tháng 2 cho một đợt tái trang bị. Sau đó nó hộ tống các đoàn tàu vận tải đi lại dọc theo bờ biển châu Phi, hướng sang khu vực Trung Đông. Trong tháng 7 nó lại được tái bố trí cùng với con tàu chị em HMS Cornwall trong nhiệm vụ truy đuổi chiếc tàu cướp tàu buôn Đức Thor. Trong khi trên đường tuần tra, nó ngăn chặn và đánh chìm chiếc tàu buôn Poitiers thuộc phe Pháp Vichy đang vận chuyển đạn dược đến Bờ biển Ngà. Cuối tháng đó, nó tham gia tấn công Dakar, và chịu đựng hư hại bởi một khẩu đội pháo phòng thủ duyên hải Pháp. Một quả đạn pháo 239 mm (9,4 inch) duy nhất đã xuyên thủng lườn tàu ngay bên trên đai giáp, hệ thống động lực của nó ngừng hoạt động do không được cung cấp nước đến các nồi hơi, và nó bị buộc phải quay về ụ tàu ở Simonstown để sửa chữa, và công việc kéo dài cho đến tháng 11. Sang tháng 12, một lần nữa Cumberland đi săn đuổi chiếc tàu cướp tàu buôn Thor, nhưng việc truy tìm thất bại.

### Hộ tống đoàn tàu vận tải Bắc Cực
Trong tháng 10 năm 1941, Cumberland gia nhập Hải đội Tuần dương 1 thuộc Hạm đội Nhà, tiến hành hộ tống các đoàn tàu vận tải Bắc Cực cho đến tháng 1 năm 1944.

### Viễn Đông

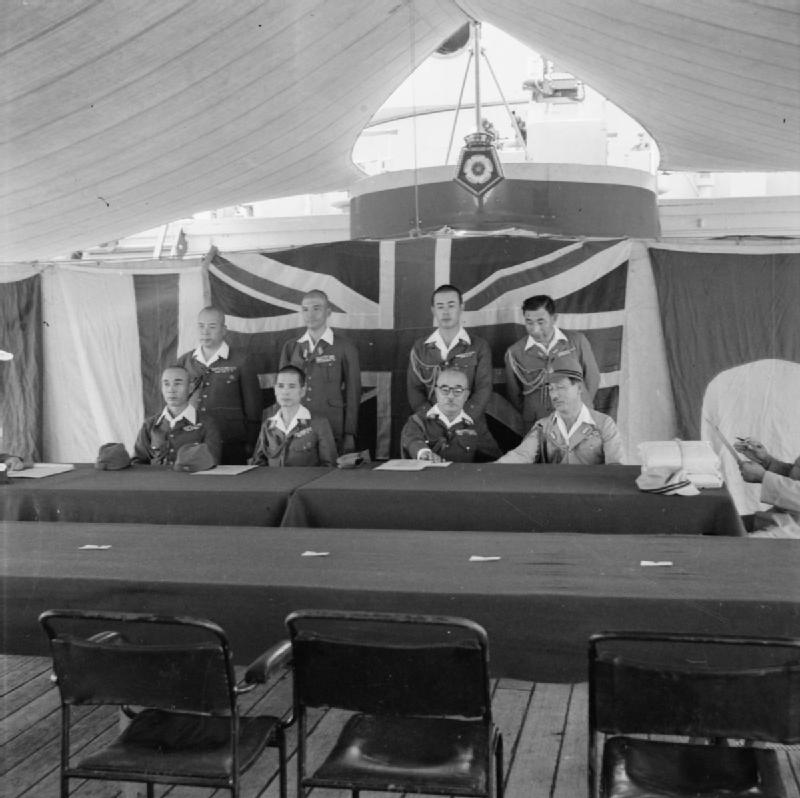
Đại biểu quân sự Nhật Bản trên HMS Cumberland trong một cuộc họp thảo luận các điều khoản để Lực lượng Đồng Minh nắm quyền kiểm soát Java, Indonesia

Sau đó Cumberland được điều sang Viễn Đông trong thành phần Hải đội Tuần dương 4 thuộc Hạm đội Viễn Đông. Trong tháng 7 nó tham gia cuộc bắn phá Sabang, và trong tháng 9 nó tiến hành bắn phá khu vực phía Bắc Sumatra. Đến tháng 10 Hạm đội Viễn Đông được sử dụng như một lực lượng nghi binh tấn công quần đảo Nicobar, để cuộc đổ bộ lên Leyte có thể diễn ra suôn sẻ, nhưng không may là đòn tấn công phân tán đã không thành công. Vào ngày 7 tháng 2 năm 1945, Cumberland quay trở lại Simonstown để sửa chữa bánh lái. Sang tháng 4, trong khi hoạt động tại Ấn Độ Dương, Cumberland tham gia cuộc bắn phá Sabang, và đến tháng 5 nó bắn phá Nicobar và Port Blair thuộc quần đảo Andaman. Vào ngày 3 tháng 9, cùng với tàu tuần dương HMS London, nó cho đổ bộ lên bờ các phân đội thủy quân lục chiến tại Sabang thuộc Sumatra sau khi Nhật Bản đầu hàng ngày hôm trước. Nó đi đến Jakarta vào ngày 15 tháng 9 cùng với một tàu hộ tống và bốn tàu quét mìn Australia. Do các cuộc bạo loạn trên bờ giữa những người Quốc gia Indonesia và quân đội Nhật, một tiểu đoàn lính Anh đã không đổ bộ lên Batavia cho đến ngày 29 tháng 9.

### Sau chiến tranh
Cumberland quay trở về Anh Quốc vào ngày 12 tháng 11 năm 1945 và tham gia vào việc vận chuyển binh lính cho đến tháng 6 năm 1946, khi nó được đưa về lực lượng dự bị cho đến năm 1949. Nó được cho tái trang bị tại Xưởng hải quân Devonport trong giai đoạn 1949-1951 như một tàu tuần dương thử nghiệm, với các cột ăn-ten dạng thanh giằng, các hệ thống điều khiển mới và các chỗ nghỉ ngơi bổ sung. Dàn vũ khí nguyên thủy được tháo dỡ toàn bộ, nhưng các loại vũ khí nhẹ được bổ sung lần lượt trong từng giai đoạn để thử nghiệm, và kiểu tháp pháo tự động nòng đôi bắn nhanh 152 mm (6 inch) Mark 26 dành cho lớp tàu tuần dương Tiger được thử nghiệm trên tháp pháo B của nó, và nó cũng từng trải qua các thử nghiệm với bụi phóng xạ. Vào tháng 4 năm 1955, sợi thủy tinh, một vật liệu mà ngày nay được sử dụng trong việc chế tạo tàu cho đến 700 tấn, bắt đầu được sử dụng, khi một kiểu xuồng đa năng dài 8,8 m (29 ft) làm bằng vật liệu này được đưa lên Cumberland để bắt đầu được thử nghiệm vào mùa Hè năm đó tại Địa Trung Hải. Vào tháng 8 năm 1956, vào lúc bắt đầu vụ Khủng hoảng kênh đào Suez, Cumberland được bố trí để tăng cường lực lượng đến đảo Cộng hòa Síp. Đến tháng 11 năm 1959, Cumberland rời Malta quay trở về Barrow-in-Furness.
Cumberland được cho tháo dỡ tại Cashmore, Newport, bắt đầu vào ngày 3 tháng 11 năm 1959.

## Văn hóa đại chúng
Vào năm 1926, HMS Cumberland là chủ đề của một bức tranh màu nước của họa sĩ chuyên về đề tài hàng hải A. B. Cull. Mặc dù hầu hết tác phẩm của Cull đã bị mất trong cuộc không kích Anh Quốc trong chiến tranh Thế giới thứ hai, một số tác phẩm vẫn còn sót lại và đang được trưng bày trong bộ sưu tập của Bảo tàng Hàng hải Quốc gia. Tuy nhiên, tác phẩm mô tả HMS Cumberland hiện đang nằm trong một bộ sưu tập tư nhân tại Australia.
Trong bộ phim The Battle of the River Plate năm 1956, HMS Cumberland đã tham gia thể hiện chính vai trò của nó trong lịch sử, vào lúc mà một phần vũ khí của nó đã được tháo dỡ.